# Erik Kistner
Erik Kistner, född 6 juni 1882, död 27 juni 1961 i Engelbrekts församling, Stockholm, var en svensk grosshandlare och industrialist.
Erik Kistner var son till grosshandlaren Axel Kistner och Hanna Wagner. Han var grossist i sjukvårdsmaterial och tog omkring 1925 initiativ till att köpa det då förlustbringande läkemedelsföretaget Astra AB av statliga Vin & Spritcentralen. Astra hade 1918 köpts av AB Svensk färgämnesindustri, som hamnade i ekonomiska svårigheter genom återupptagen konkurrens av tyska kemiföretag efter det att internationell handel återupptagits efter första världskrigets avspärrningar. Det gick i konkurs 1920. För att rädda Astra uppdrog regeringen åt det av staten kontrollerade Vin & Spritcentralen att köpa ut företaget ur konkursboet. Astra gav dock därefter årligen betydande förluster.
Erik Kistner kontaktade bankdirektören Richard Julin för att finansiera ett övertagande av Astra. Ett konsortium av sex personer bildades, i vilket ingick Kistner, Julin, Joseph Nachmanson, Jacob Wallenberg och två Astradirektörer, vilket köpte Astra för en krona och övertog företagets skulder.
Erik Kistner hade också ägarintressen i Stockholms Galvaniseringsfabrik och var styrelseordförande i detta företag och dess 1925 inköpta dotterbolag Göteborgs Galvaniseringsfabrik. I slutet av 1940-talet var han också delägare i Limmareds glasbruk och tog initiativ till omfattande modernisering av glasbruket 1948–1950.
Erik Kistner var gift med Sally Kistner, född Carlsson (1897–1984).

## Arvsskatt efter Kistners förmögenhet
Sally Kistner var efter Erik Kistners död Astras största aktieägare och en av Sveriges rikaste personer. Hennes förmögenhet, främst i aktier i Astra, värderades på dagen för hennes frånfälle hösten 1984 till 311 miljoner kronor.
Astraaktien föll dock därefter kraftigt, huvudsakligen på grund av marknadens bedömning att dödsboet skulle tvingas till stor och omedelbar utförsäljning av Astra-aktier på börsen för att kunna betala arvs- och realisationsvinstskatterna. Kapitalvinstskatten blev drygt 25 procent och den högsta arvsskattesatsen på 65 procent var tillämplig. Den kombinerade arvs- och kapitalvinstskatten uppgick därmed till 90 procent. Det visade sig att statens krav på skatt på 249 miljoner ledde till att - med tillgångar i dödsboet på 230 miljoner kronor efter aktiekursfallet – dödsboet fick ett underskott på 19 miljoner kronor, vilket tvingade det i konkurs.
Denna skatteaffär ledde till att många av Sveriges mer förmögna individer flyttade från landet för att hindra att deras företag skulle tvångssäljas om huvudägaren skulle avlida. Till exempel flyttade Fredrik Lundberg med detta som uppgivet skäl till Schweiz inom ett år efter Sally Kistners död.